# Herforst
Herforst település Németországban, Rajna-vidék-Pfalz tartományban. Lakosainak száma 1297 fő (2023. december 31.).

## Népesség
A település népességének változása:
| Lakosok száma | 747  | 1157 | 1213 | 1207 | 1267 | 1294 | 1297 |
|               | 1975 | 2010 | 2017 | 2019 | 2021 | 2022 | 2023 |